# Sennwald
Sennwald es una comuna suiza del cantón de San Galo, ubicada en el distrito de Werdenberg. Limita al norte con la comuna de Altstätten, al este con Ruggell (FL), Gamprin (FL) y Eschen (FL), al sur con Buchs, Gams y Wildhaus-Alt St. Johann, y al oeste con Rüte (AI).

## Transportes
Ferrocarril
Cuenta con una estación ferroviaria en la que efectúan parada de forma esporádica trenes de cercanías.